# Найдьонов Сергій Олександрович
Сергій Олександрович Найдьонов (справжнє прізвище Алексєєв) (* 14 (26) вересня 1868, Казань, — 5 грудня 1922, Ялта) — російський драматург.

## Біографія
Народився в купецькій сім'ї. В 1889 році закінчив московське музично-драматичне училище філармонічного товариства. Декілька років грав на провінційній сцені, в 1893—1900 роках був страховим агентом, артільником.
Перша і найкраща п'єса Найдьонова — «Діти Ванюшина» (1901, постановка петербурзького Театру літературно-художнього товариства, московського Театру Корша). У 1902 році зблизився з Максимом Горьким і почав друкуватися у видавництві «Знання».

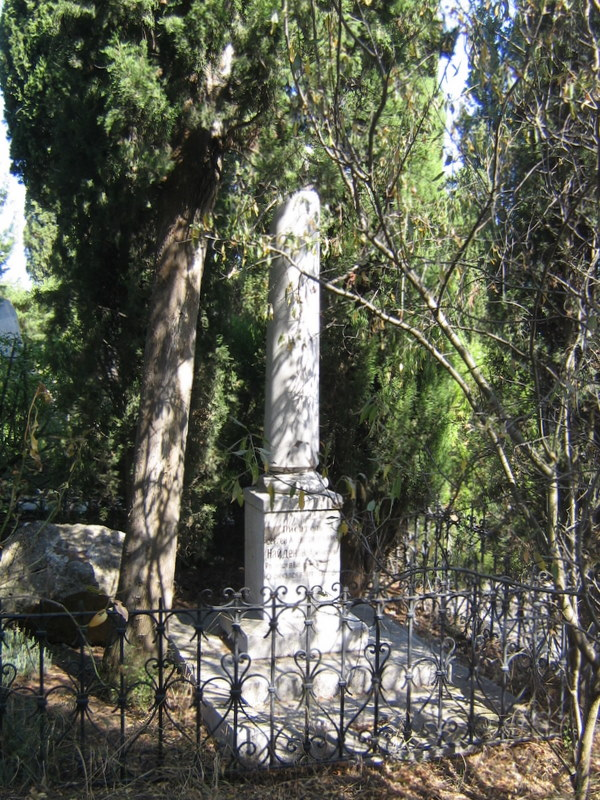
Надгробок Сергія Найдьонова

У 1909 році захворів на туберкульоз і поселився в Криму. Його творчість йде на спад.
Помер 5 грудня 1922, похований на Полікурівському меморіалі в Ялті.

## Твори
Найдьонов автор п'єс: «Номер тринадцятий» (1903), «Блудний син» (1903), «Авдотіна життя» (1904, постановка Театру В. Ф. Комісаржевської), «Стіни» (1907), «Роман тітки Ганни» (1912), «Робітниця» (1915) і ін. У основі реалістичної творчості Найдьонова — викриття пороків капіталістичного суспільства, душевної роз'єднаності людей.
Після Жовтневого перевороту 1917 року Найдьонов опублікував п'єсу-хроніку «Москва» (1921), присвячену революції 1905—1907, і історико-революційну драму «Непогасне світло» (1922).